# グレイテスト・ヒッツ〜永遠の旅
『グレイテスト・ヒッツ〜永遠の旅』（グレイテスト・ヒッツ〜えいえんのたび）は、ジャーニーが1988年11月に発表したベスト・アルバム。
2004年5月に発売された『オープン・アームズ〜グレイテスト・ヒッツ』については、2004年編集版として説明する。

## 1988年盤

### 解説
ジャーニーがアルバム『Raised On Radio〜時を駆けて』（1986）のリリースに併せて行ったコンサート・ツアー後の活動休止中に発表された。
スティーヴ・ペリー加入後のアルバム『インフィニティ(Infinity)』（1978）から『Raised On Radio〜時を駆けて』までの中から選ばれた13曲に、映画『セカンド・チャンス』（1983）に提供した「アスク・ザ・ロンリー」と『ビジョン・クエスト/青春の賭け』（1985）に提供した「オンリー・ザ・ヤング」を加えた全15曲で構成されている。

### 収録曲
1. オンリー・ザ・ヤング - "Only the Young" (Steve Perry, Neal Schon, Jonathan Cain) – 4:17
2. ドント・ストップ・ビリーヴィン - "Don't Stop Believin'" (Steve Perry, Neal Schon, Jonathan Cain) – 4:10
3. ホイール・イン・ザ・スカイ - "Wheel in the Sky" (Diane Valory, Neal Schon, Robert Fleischman) – 4:12
4. 時への誓い - "Faithfully" (Jonathan Cain) – 4:16
5. アイル・ビー・オールライト - "I'll Be Alright Without You" (Steve Perry, Neal Schon, Jonathan Cain) – 4:49
6. お気に召すまま - "Any Way You Want It" (Steve Perry, Neal Schon) – 3:21
7. アスク・ザ・ロンリー - "Ask the Lonely" (Steve Perry, Jonathan Cain) – 3:54
8. クライング・ナウ - "Who's Crying Now" (Steve Perry, Jonathan Cain) – 5:00
9. セパレイト・ウェイズ - "Separate Ways (Worlds Apart)" (Steve Perry, Jonathan Cain) – 5:24
10. ライツ - "Lights" (Steve Perry, Neal Schon) – 3:10
11. ラヴィン・タッチン・スクウィージン - "Lovin', Touchin', Squeezin'" (Steve Perry) – 3:54
12. オープン・アームズ - "Open Arms" (Steve Perry, Jonathan Cain) – 3:23
13. ガール・キャント・ヘルプ・イット - "Girl Can't Help It" (Steve Perry, Jonathan Cain, Neal Schon) – 3:50
14. マイ・ラヴ - "Send Her My Love" (Steve Perry, Jonathan Cain) – 3:54
15. トゥ・ユアセルフ - "Be Good to Yourself" (Steve Perry, Jonathan Cain, Neal Schon) – 3:51

## 2004年編集盤

### 解説
2004年編集版では曲順が変更され、「オープン・アームズ」が1曲目になり、「オンリー・ザ・ヤング」から「ラヴィン・タッチン・スクウィージン」までの11曲はそれぞれ1つ繰り下げられた。また新たに「ラヴ・ア・ウーマン」（オリジナルのアルバムはトライアル・バイ・ファイアー）が追加された。

### 収録曲
1. オープン・アームズ
2. オンリー・ザ・ヤング
3. ドント・ストップ・ビリーヴィン
4. ホイール・イン・ザ・スカイ
5. 時への誓い
6. アイル・ビー・オールライト
7. お気に召すまま
8. アスク・ザ・ロンリー
9. クライング・ナウ
10. セパレイト・ウェイズ
11. ライツ
12. ラヴィン・タッチン・スクウィージン
13. ガール・キャント・ヘルプ・イット
14. マイ・ラヴ
15. トゥ・ユアセルフ
16. ラヴ・ア・ウーマン - "When You Love a Woman" (Steve Perry, Jonathan Cain, Neal Schon) – 4:07